# Lista de campeões de pesos-médios da WWE

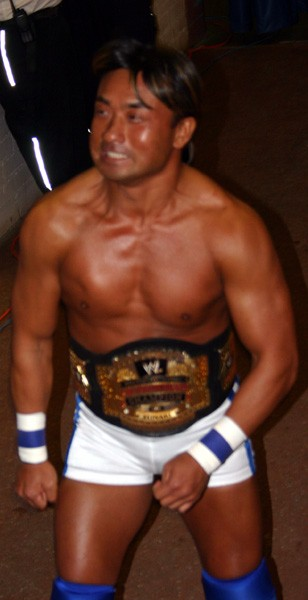
Funaki em 2005 com o WWE Cruiserweight Championship.

Esta é uma lista de lutadores de wrestling profissional que conquistaram o WWE Cruiserweight Championship, em ordem cronológica. O WWE Cruiserweight Championship foi um título de wrestling profissional na World Wrestling Entertainment, sendo disputado por pesos-médios com peso máximo de 215 lb. (97.5 kg), sendo originalmente um título da World Championship Wrestling. Se tornou exclusivo do SmackDown!. Foram um total de 40 campeões oficiais, com um total de 79 reinados.

## História

### Nomes
| Nome                               | Anos      |
| ---------------------------------- | --------- |
| WCW Light Heavyweight Championship | 1991–1992 |
| WCW Cruiserweight Championship     | 1996–2001 |
| WWF Cruiserweight Championship     | 2001–2002 |
| WWE Cruiserweight Championship     | 2002–2008 |

### Reinados
| #  | Lutador                                     | Reinados | Data                    | Dias: | Local                   | Evento                         | Notas |
| -- | ------------------------------------------- | -------- | ----------------------- | ----- | ----------------------- | ------------------------------ | --- |
| 1  | Brian Pillman                               | 1        | 27 de outubro de 1991   | 59    | Chattanooga, TN         | Halloween Havoc (1991)         | Derrotou Richard Morton nas finais de um torneio para se tornar o primeiro WCW Light Heavyweight Champion. WCW não reconhecia os reinados de Light Heavyweight como parte da história do título Cruiserweight. Quando a WWE conseguiu o título em 2001, os reinados foram adicionados à lista. |
| 2  | Jushin Liger                                | 1        | 25 de dezembro de 1991  | 66    | Atlanta, GA             | Evento ao vivo                 | [ 5 ] |
| 3  | Brian Pillman                               | 2        | 29 de fevereiro de 1992 | 112   | Milwaukee, WI           | SuperBrawl II                  | [ 6 ] |
| 4  | Scotty Flamingo                             | 1        | 20 de junho de 1992     | 15    | Mobile, AL              | Beach Blast (1992)             | [ 8 ] |
| 5  | Brad Armstrong                              | 1        | 5 de julho de 1992      | 59    | Atlanta, GA             | Evento ao vivo                 | [ 9 ] |
| -  | Vago                                        | -        | 2 de setembro de 1992   | 0     | Atlanta, GA             | Clash of the Champions XX      | Vago devido a uma lesão no joelho. Um torneio para coroar um novo campeão foi marcado, mas nunca ocorreu. |
| 6  | Shinjiro Otani                              | 1        | 20 de março de 1996     | 43    | Nagoya, Japão           | NJPW                           | Derrotou Wild Pegasus nas finais de um torneio para escolher o novo WCW Cruiserweight Champion. |
| 7  | Dean Malenko                                | 1        | 2 de maio de 1996       | 67    | Lake Buena Vista, FL    | WorldWide                      | Exibido em 18 de maio de 1996. |
| 8  | Rey Misterio, Jr.                           | 1        | 8 de julho de 1996      | 111   | Lake Buena Vista, FL    | Monday Nitro                   | [ 13 ] |
| 9  | Dean Malenko                                | 2        | 27 de outubro de 1996   | 63    | Las Vegas, NV           | Halloween Havoc (1996)         | [ 7 ] [ 14 ] |
| 10 | Último Dragón                               | 1        | 29 de dezembro de 1996  | 23    | Nashville, TN           | Starrcade (1996)               | Essa luta foi também pelo J-Crown de Dragón. |
| 11 | Dean Malenko                                | 3        | 21 de janeiro de 1997   | 33    | Milwaukee, WI           | Clash of the Champions XXXIV   | [ 7 ] |
| 12 | Syxx                                        | 1        | 23 de fevereiro de 1997 | 125   | Daly City, CA           | SuperBrawl VII                 | [ 16 ] |
| 13 | Chris Jericho                               | 1        | 28 de junho de 1997     | 30    | Inglewood, CA           | Transmissão pela internet      | Jericho ganhou o título em um evento ao vivo que foi exibido pela internet como Saturday Nitro. |
| 14 | Alex Wright                                 | 1        | 28 de julho de 1997     | 15    | Charleston, WV          | Monday Nitro                   | [ 7 ] [ 17 ] |
| 15 | Chris Jericho                               | 2        | 12 de agosto de 1997    | 33    | Colorado Springs, CO    | Saturday Night                 | Exibido em 16 de agosto. |
| 16 | Eddie Guerrero                              | 1        | 14 de setembro de 1997  | 42    | Winston-Salem, NC       | Fall Brawl (1997)              | [ 18 ] |
| 17 | Rey Misterio, Jr.                           | 2        | 26 de outubro de 1997   | 15    | Las Vegas, NV           | Halloween Havoc (1997)         | Foi uma luta Máscara vs. Título. |
| 18 | Eddy Guerrero                               | 2        | 10 de novembro de 1997  | 49    | Memphis (Tennessee), TN | Monday Nitro                   | [ 7 ] [ 17 ] |
| 19 | Ultimo Dragon                               | 2        | 29 de dezembro de 1997  | 8     | Baltimore, MD           | Monday Nitro                   | [ 7 ] [ 17 ] |
| 20 | Juventud Guerrera                           | 1        | 8 de janeiro de 1998    | 7     | Daytona Beach, FL       | Thunder                        | [ 7 ] [ 20 ] |
| 21 | Rey Misterio, Jr.                           | 3        | 15 de janeiro de 1998   | 9     | Lakeland, FL            | Thunder                        | [ 7 ] [ 20 ] |
| 22 | Chris Jericho                               | 3        | 24 de janeiro de 1998   | 113   | Dayton, OH              | Souled Out (1998)              | [ 21 ] |
| 23 | Dean Malenko                                | 4        | 17 de maio de 1998      | 25    | Worcester, MA           | Slamboree (1998)               | Malenko ganhou uma Battle Royal durante o show, usando uma máscara como Ciclope, para ganhar uma luta pelo título. |
| -  | Vago                                        | -        | 11 de junho de 1998     | 0     | Buffalo, NY             | Thunder                        | Vago devido a Malenko não ganhar o título como si mesmo. |
| 24 | Chris Jericho                               | 4        | 14 de junho de 1998     | 55    | Baltimore, MD           | The Great American Bash (1998) | Derrotou Dean Malenko por desqualificação. Em 12 de julho, no Bash at the Beach, Rey Misterio, Jr. derrotou Jericho por interferência de Malenko; Jericho ganhou o título de volta na noite seguinte.                                                                                          |
| 25 | Juventud Guerrera                           | 2        | 8 de agosto de 1998     | 37    | Sturgis, SD             | Road Wild (1998)               | Dean Malenko foi o árbitro. |
| 26 | Billy Kidman                                | 1        | 14 de setembro de 1998  | 63    | Greenville, SC          | Monday Nitro                   | [ 7 ] [ 25 ] |
| 27 | Juventud Guerrera                           | 3        | 16 de novembro de 1998  | 6     | Wichita, KS             | Monday Nitro                   | [ 7 ] [ 25 ] |
| 28 | Billy Kidman                                | 2        | 22 de novembro de 1998  | 113   | Auburn Hills, MI        | World War 3 (1998)             | [ 7 ] [ 26 ] |
| 29 | Rey Misterio, Jr.                           | 4        | 15 de março de 1999     | 30    | Cincinnati, OH          | Monday Nitro                   | [ 7 ] [ 27 ] |
| 30 | Psychosis                                   | 1        | 19 de abril de 1999     | 7     | Gainesville, FL         | Monday Nitro                   | Foi uma luta Four-Way também envolvendo Juventud Guerrera e Blitzkrieg. |
| 31 | Rey Misterio, Jr.                           | 5        | 26 de abril de 1999     | 115   | Fargo, ND               | Monday Nitro                   | [ 7 ] [ 27 ] |
| 32 | Lenny Lane                                  | 1        | 19 de agosto de 1999    | 46    | Lubbock, TX             | Thunder                        | [ 28 ] [ 29 ] |
| -  | Vago                                        | -        | 4 de outubro de 1999    | 0     | N/A                     | N/A                            | Vago após Lenny Lane perder o título após a Turner Broadcasting não aprovar a publicidade sobre o personagem homossexual de Lane. |
| 33 | Psychosis                                   | 2        | 4 de outubro de 1999    | 0     | Kansas City, MO         | Monday Nitro                   | Foi anunciado no Nitro que ele derrotou Lenny Lane durante um evento ao vivo, que, na realidade, nunca aconteceu. Após declarações, Psychosis foi premiado com o título na Monday Nitro por razões inexplicáveis.                                                                              |
| 34 | Disco Inferno                               | 1        | 4 de outubro de 1999    | 48    | Kansas City, MO         | Monday Nitro                   | [ 27 ] |
| 35 | Evan Karagias                               | 1        | 21 de novembro de 1999  | 28    | Toronto, ON             | Mayhem (1999)                  | [ 7 ] [ 32 ] |
| 36 | Madusa                                      | 1        | 19 de dezembro de 1999  | 28    | Washington, D.C.        | Starrcade (1999)               | Tornou-se a primeira campeã feminina de pesos-medios. |
| 37 | Oklahoma                                    | 1        | 16 de janeiro de 2000   | 2     | Cincinnati, OH          | Souled Out (2000)              | [ 7 ] [ 34 ] |
| -  | Vago                                        | -        | 18 de janeiro de 2000   | 0     | Evansville, IN          | N/A                            | Vago por Oklahoma ter excedido o peso máximo. Exibido em 19 de janeiro. |
| 38 | The Artist                                  | 1        | 20 de fevereiro de 2000 | 29    | Daly City, CA           | SuperBrawl 2000                | Derrotou Lash LeRoux nas finais de um torneio. |
| 39 | Billy Kidman                                | 3        | 30 de março de 2000     | 1     | Baltimore, MD           | Evento ao vivo                 | [ 7 ] |
| 40 | The Artist                                  | 2        | 31 de março de 2000     | 10    | Pittsburgh, PA          | Evento ao vivo                 | [ 38 ] |
| -  | Vago                                        | -        | 10 de abril de 2000     | 0     | Denver, CO              | Monday Nitro                   | Vago por Eric Bischoff e Vince Russo, com todos os outros títulos da WCW. |
| 41 | Chris Candido                               | 1        | 16 de abril de 2000     | 29    | Chicago, IL             | Spring Stampede (2000)         | Derrotou The Artist, Juventud Guerrera, Shannon Moore, Lash LeRoux e Crowbar em uma luta Six-Way. |
| 42 | Crowbar e Daffney                           | 1        | 15 de maio de 2000      | 7     | Biloxi, MS              | Monday Nitro                   | Derrotaram Candido e Tammy Lynn Sytch e se tornaram co-campeões no Monday Nitro. |
| 43 | Daffney                                     | 1        | 22 de maio de 2000      | 15    | Grand Rapids, MI        | Monday Nitro                   | Derrotou Crowbar para se tornar Undisputed Champion. |
| 44 | Lieutenant Loco                             | 1        | 6 de junho de 2000      | 55    | Knoxville, TN           | Thunder                        | Foi uma luta Triple Threat também envolvendo Disco Inferno, exibido em 7 de junho. |
| 45 | Lance Storm                                 | 1        | 31 de julho de 2000     | 14    | Cincinnati, OH          | Monday Nitro                   | Conquistou simultaneamente o WCW Cruiserweight Championship, o WCW United States Heavyweight Championship e o WCW Hardcore Championship. |
| 46 | Elix Skipper                                | 1        | 14 de agosto de 2000    | 49    | Kelowna, BC             | Monday Nitro                   | Skipper ganhou o título de seu parceiro do Team Canada, Storm, que nomeou o título "100 KG and Under Championship" ("Campeonato de 100 Quilos e Menos"). |
| 47 | Mike Sanders                                | 1        | 2 de outubro de 2000    | 63    | Daly City, CA           | Monday Nitro                   | Sanders e Kevin Nash derrotaram Skipper em uma 2-contra-1. |
| 48 | Chavo Guerrero, Jr. (antes Lieutenant Loco) | 2        | 4 de dezembro de 2000   | 104   | Lincoln, NE             | Thunder                        | [ 7 ] |
| 49 | Shane Helms                                 | 1        | 18 de março de 2001     | 107   | Jacksonville, FL        | Greed                          | WCW foi comprada pela WWF mais tarde nesse mes. |
| 50 | Billy Kidman                                | 4        | 3 de julho de 2001      | 27    | Tacoma, WA              | SmackDown!                     | Exibido em 5 de julho. |
| 51 | X-Pac (antes Syxx)                          | 2        | 30 de julho de 2001     | 71    | Filadélfia, PA          | Raw is War                     | Foi uma luta de unificação com o WWF Light Heavyweight Championship de X-Pac. |
| 52 | Billy Kidman                                | 5        | 9 de outubro de 2001    | 13    | Moline, IL              | SmackDown!                     | Exibido em 11 de outubro. |
| 53 | Tajiri                                      | 1        | 22 de outubro de 2001   | 162   | Kansas City, MO         | Raw                            | O título se tornou WWF Cruiserweight Championship quando a WWF derrotou a Alliance no Survivor Series em 18 de novembro. O título se tornou exclusivo do SmackDown em 25 de março de 2002. |
| 54 | Billy Kidman                                | 6        | 2 de abril de 2002      | 19    | Rochester, NY           | SmackDown!                     | Exibido em 4 de abril. |
| 55 | Tajiri                                      | 2        | 21 de abril de 2002     | 23    | Kansas City, MO         | Backlash (2002)                | O título se tornou WWE Cruiserweight Championship em 5 de maio, quando a WWF se tornou World Wrestling Entertainment. |
| 56 | The Hurricane (antes Shane Helms)           | 2        | 14 de maio de 2002      | 40    | Montreal, QC            | SmackDown!                     | Foi uma luta Triple Threat exibida em 16 de maio, também envolvendo Billy Kidman. |
| 57 | Jamie Noble                                 | 1        | 23 de junho de 2002     | 147   | Columbus, OH            | King of the Ring (2002)        | [ 52 ] |
| 58 | Billy Kidman                                | 7        | 17 de novembro de 2002  | 98    | Nova Iorque, NY         | Survivor Series (2002)         | [ 53 ] |
| 59 | Matt Hardy                                  | 1        | 23 de fevereiro de 2003 | 100   | Montreal, QC            | No Way Out (2003)              | [ 54 ] |
| 60 | Rey Mysterio (antes Rey Misterio, Jr.)      | 6        | 3 de junho de 2003      | 112   | Anaheim, CA             | SmackDown!                     | Exibido em 5 de junho. |
| 61 | Tajiri                                      | 3        | 23 de setembro de 2003  | 98    | Philadelphia, PA        | SmackDown!                     | Exibido em 25 de setembro. |
| 62 | Rey Mysterio                                | 7        | 30 de dezembro de 2003  | 47    | Laredo, TX              | SmackDown!                     | Exibido em 1° de janeiro. |
| 63 | Chavo Guerrero (antes Chavo Guerrero, Jr.)  | 3        | 15 de fevereiro de 2004 | 79    | Daly City, CA           | No Way Out (2004)              | [ 58 ] |
| 64 | Jacqueline                                  | 1        | 4 de maio de 2004       | 12    | Tucson, AZ              | SmackDown!                     | Exibido em 6 de maio. |
| 65 | Chavo Guerrero                              | 4        | 16 de maio de 2004      | 2     | Los Angeles, CA         | Judgment Day (2004)            | Guerrero ganhou o título com uma mão amarrada às costas, mas seu pai Chavo Classic a desamarrou durante a luta. |
| 66 | Chavo Classic                               | 1        | 18 de maio de 2004      | 28    | Las Vegas, NV           | SmackDown!                     | Foi uma luta Triple Threat também envolvendo Spike Dudley, exibido em 20 de maio. |
| 67 | Rey Mysterio                                | 8        | 15 de junho de 2004     | 42    | Chicago, IL             | SmackDown!                     | Exibido em 17 de junho. |
| 68 | Spike Dudley                                | 1        | 27 de julho de 2004     | 138   | Cincinnati, OH          | SmackDown!                     | Exibido em 29 de julho. |
| 69 | Funaki                                      | 1        | 12 de dezembro de 2004  | 70    | Atlanta, GA             | Armageddon (2004)              | [ 64 ] |
| 70 | Chavo Guerrero                              | 5        | 20 de fevereiro de 2005 | 37    | Pittsburgh, PA          | No Way Out (2005)              | Ganhou uma Six-Man Cruiserweight Open, também incluindo Paul London, Akio, Shannon Moore e Spike Dudley. |
| 71 | Paul London                                 | 1        | 29 de março de 2005     | 126   | Houston, TX             | SmackDown!                     | Venceu uma 8-man Battle Royal, exibido em 31 de março. |
| 72 | Nunzio                                      | 1        | 2 de agosto de 2005     | 68    | Bridgeport, CT          | Velocity                       | [ 67 ] |
| 73 | Juventud (antes Juventud Guerrera)          | 4        | 9 de outubro de 2005    | 37    | Houston, TX             | No Mercy (2005)                | [ 68 ] |
| 74 | Nunzio                                      | 2        | 15 de novembro de 2005  | 7     | Roma, Itália            | Evento ao vivo                 | [ 69 ] |
| 75 | Juventud                                    | 5        | 22 de novembro de 2005  | 26    | Sheffield, Inglaterra   | SmackDown!                     | Exibido em 25 de novembro. |
| 76 | Kid Kash                                    | 1        | 18 de dezembro de 2005  | 42    | Providence, RI          | Armageddon (2005)              | [ 71 ] |
| 77 | Gregory Helms (antes The Hurricane)         | 3        | 29 de janeiro de 2006   | 385   | Miami, FL               | Royal Rumble (2006)            | Foi uma luta Six-Way também envolvendo Funaki, Jamie Noble, Nunzio e Paul London. Helms, que estava no Raw, foi transferido para o SmackDown! após vencer o título. |
| 78 | Chavo Guerrero                              | 6        | 18 de fevereiro de 2007 | 154   | Los Angeles, CA         | No Way Out (2007)              | Foi uma 8-man Cruiserweight Open no No Way Out, também envolvendo Daivari, Shannon Moore, Funaki, Jamie Noble, Jimmy Wang Yang e Scotty 2 Hotty. |
| 79 | Hornswoggle                                 | 1        | 22 de julho de 2007     | 65    | São José, CA            | The Great American Bash (2007) | Foi uma Six-Man Cruiserweight Open também envolvendo Jimmy Wang Yang, Shannon Moore, Funaki e Jamie Noble. |
| -  | Vago                                        | -        | 25 de setembro de 2007  | 0     | Indianápolis, IN        | Smackdown!                     | Vago no SmackDown de 25 de setembro de 2007 (exibido em 28 de setembro) pela Gerente Geral Vickie Guerrero. |
| -  | Aposentado                                  | -        | 4 de março de 2008      | 0     | N/A                     | N/A                            | Em 4 de março de 2008, WWE.com anunciou que o título foi aposentado. |

## Lista de reinados combinados

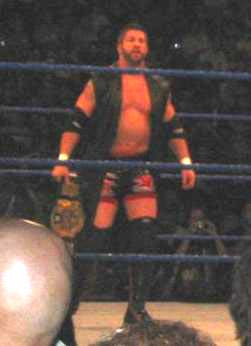
Gregory Helms, recordista em dias com o título.

| Posição | Lutador           | # de Reinados | Dias |
| ------- | ----------------- | ------------- | ---- |
| 1.      | Gregory Helms     | 3             | 532  |
| 2.      | Rey Mysterio      | 8             | 483  |
| 3.      | Chavo Guerrero    | 6             | 431  |
| 4.      | Billy Kidman      | 7             | 334  |
| 5.      | Tajiri            | 3             | 283  |
| 6.      | Chris Jericho     | 4             | 231  |
| 7.      | X-Pac             | 2             | 196  |
| 8.      | Dean Malenko      | 4             | 188  |
| 9.      | Brian Pillman     | 2             | 171  |
| 10.     | Jamie Noble       | 1             | 147  |
| 11.     | Spike Dudley      | 1             | 138  |
| 12.     | Paul London       | 1             | 126  |
| 13.     | Juventud Guerrera | 5             | 114  |
| 14.     | Matt Hardy        | 1             | 100  |
| 15.     | Eddie Guerrero    | 2             | 91   |
| 16.     | Nunzio            | 2             | 75   |
| 17.     | Funaki            | 1             | 70   |
| 18.     | Hornswoggle       | 1             | 65   |